# Marie Brizard
Marie Brizard, född 1714, död 1801, var en fransk spritfabrikör. Hon var medgrundare och ägare av Marie Brizard et Roger International. 
Hon var en av 15 barn till en tunnmakare i Bordeaux. 1755 vårdade hon en sjuk sjöman från Västindien, som gav henne ett recept på likör med anis. Samma år bildade hon ett likörföretag med sin nevö Jean-Baptiste Roger (1731-1795). 
Företaget, som var fördelaktigt placerat i en av Frankrikes största internationella hamnstäder, Bordeaux, växte och blev en stor affärsverksamhet: det presenterades även för kung Ludvig XV. 
Hennes nevö och kompanjon avled 1795 och hon drev därefter företaget ensam till sin död. Efter hennes död övergick företaget till Rogers änka.